# Farol de Fisgard
O Farol de Fisgard foi o primeiro farol a ser construído na costa oeste do Canadá. Localiza-se perto de Victoria, Colúmbia Britânica.
O farol foi construído em 1860, automado em 1929 e ainda é usado para navegação. A residência do guarda do farol está aberta ao público e contém exposições sobre a história do sítio. A torre, acessível a partir do segundo andar, não está aberta, devido a preocupações com a segurança pública.
O farol e a sua estação irmã, Race Rocks, foram construídos em 1859-1860 para facilitar o movimento de navios de guerra até ao porto de Esquimalt e de navios comerciais ao porto de Victoria.
O farol tem uma torre de cerca de 14,3 metros, com uma lanterna de cerca de 5,4 metros no topo. A elevação da luz é de cerca de 28,9 metros acima do nível médio das águas do mar.
O farol acendeu-se pela primeira vez em 16 de Novembro de 1860.